# Mirandea hyssopus
Mirandea hyssopus là một loài thực vật có hoa trong họ Ô rô. Loài này được (Nees) T.F. Daniel mô tả khoa học đầu tiên năm 2003.